# Vincitori della Formula SAE
Segue la lista dei vincitori della Formula SAE:

## Stati Uniti d'America

### Formula SAE Michigan
- 1981	 United States Stevens Institute of Technology
- 1982	 United States University of Texas at Austin
- 1983	 United States University of Texas at Arlington
- 1984	 United States University of Houston
- 1985	 United States University of Texas at Arlington
- 1986	 United States University of Texas at Arlington
- 1987	 United States University of Maryland - College Park
- 1988	 United States Cornell University
- 1989	 United States University of Texas at Arlington
- 1990	 United States University of Texas at Arlington
- 1991	 United States Virginia Polytechnic Institute and State University
- 1992	 United States Cornell University
- 1993	 United States Cornell University
- 1994	 United States University of Michigan at Ann Arbor
- 1995	 United States University of Texas at Arlington
- 1996	 United States University of Texas at Arlington
- 1997	 United States Cornell University
- 1998	 United States Cornell University
- 1999	 United States University of Akron
- 2000	 United States Texas A&M University
- 2001	 United States Cornell University
- 2002	 United States Cornell University
- 2003	 University of Wollongong
- 2004	 United States Cornell University
- 2005	 United States Cornell University
- 2006	 RMIT University
- 2007	 University of Wisconsin–Madison
- 2008	 University of Western Australia
- 2009	 Graz University of Technology
- 2010	/ Global Formula Racing
- 2011	/ Global Formula Racing
- 2012	/ Global Formula Racing
- 2013	 University of Stuttgart
- 2014	/ Global Formula Racing
- 2015	/ Global Formula Racing
- 2016	 University of Stuttgart

### Formula SAE Lincoln
| Year | Date | Ed. | Place | Winner                            |                                   |
| ---- | ---- | --- | ----- | --------------------------------- | --------------------------------- |
| 2006 |      | 1a  |       | Texas A&M University              |                                   |
| 2007 |      | 2a  |       | Texas A&M University              |                                   |
| 2008 |      | 3a  |       | University of Maryland            |                                   |
| 2009 |      | 4a  |       | Rochester Institute of Technology |                                   |
| 2010 |      | 5a  |       | Rochester Institute of Technology |                                   |
| 2011 |      | 6a  |       | École de technologie supérieure   |                                   |
| 2012 |      | 7a  |       | University of Kansas              |                                   |
|      |      |     |       | Combustion                        | Elecrtic                          |
| 2013 |      | 8a  |       | University of Washington          | Universidade Estadual de Campinas |
| 2014 |      | 9a  |       | University of Kansas              | Universidade Estadual de Campinas |
| 2015 |      | 10a |       | San Jose State University         | University of Pennsylvania        |
| 2016 |      | 11a |       | Auburn University                 | Czech Technical University        |
| 2017 |      | 12a |       | Texas A&M University              | University of Pennsylvania        |
| 2018 |      | 13a |       | Texas A&M University              | Carnegie Mellon University        |

## Italia

### Formula SAE Italy
| Year | Date       | Ed. | Place | Winner                       |
| ---- | ---------- | --- | ----- | ---------------------------- |
|      |            |     |       |                              |
|      |            |     |       |                              |
| 2021 | 13 ottobre | 16a |       | StarkStrom Augsburg Electric |

## Canada

### Formula North
| Year | Date | Ed. | Place | Winner                          | Winner                          | Winner                          |
| ---- | ---- | --- | ----- | ------------------------------- | ------------------------------- | ------------------------------- |
| 2015 |      | 1a  |       | École de technologie supérieure | École de technologie supérieure | École de technologie supérieure |
| 2016 |      | 2a  |       | Missouri S&T                    | Missouri S&T                    | Missouri S&T                    |
|      |      |     |       | Combustion                      | Elecrtic                        |                                 |
| 2017 |      | 3a  |       | University of Michigan          | University of Pennsylvania      |                                 |
| 2018 |      | 4a  |       | École de technologie supérieure | Texas A&M University            |                                 |

## Austria

### Formula Student Austria
| Year | Date | Ed. | Place | Winner                  |            |
| ---- | ---- | --- | ----- | ----------------------- | ---------- |
| 2010 |      | 1a  |       | Global Formula Racing   |            |
| 2011 |      | 2a  |       | Global Formula Racing   |            |
| 2012 |      | 3a  |       | Global Formula Racing   |            |
| 2013 |      |     |       | ETH Zürich              |            |
|      |      |     |       | Combustion              | Elecrtic   |
| 2014 |      | 4a  |       | Global Formula Racing   | ETH Zürich |
| 2015 |      | 5a  |       | Global Formula Racing   | ETH Zürich |
| 2016 |      | 6a  |       | University of Stuttgart | ETH Zürich |
| 2017 |      | 7a  |       | University of Stuttgart | ETH Zürich |
| 2018 |      | 8a  |       |                         |            |

## Repubblica Ceca

### Formula Student Czech
| Year | Date | Ed. | Place | Winner                        |
| ---- | ---- | --- | ----- | ----------------------------- |
| 2015 |      | 1a  |       | HAW Hamburg                   |
| 2016 |      | 2a  |       | University of Bath            |
| 2017 |      | 3a  |       | Brno University of Technology |
| 2018 |      | 4a  |       |                               |

## Altre
| Year | Formula Student Germany                                                                 | Formula Student Spain                                                                          | Formula Student Hungary                                                               | FSAE Japan                      | FSAE Brazil                                                                              | Formula SAE Australasia   | Formula SAE Virginia    |
| ---- | --------------------------------------------------------------------------------------- | ---------------------------------------------------------------------------------------------- | ------------------------------------------------------------------------------------- | ------------------------------- | ---------------------------------------------------------------------------------------- | ------------------------- | ----------------------- |
| 2018 |                                                                                         |                                                                                                |                                                                                       |                                 |                                                                                          |                           |                         |
| 2017 | Combustion: Esslingen University of Applied Sciences Electric: University of Stuttgart  | Combustion: TU Graz Electric: ETH Zürich                                                       |                                                                                       | Kyoto Institute Of Technology   | Faculdade de Engenharia de Sorocaba (c) Universidade Estadual de Campinas (e)            | Monash University (c) (e) | (event not held)        |
| 2016 | Combustion: Munich University of Technology Electric: Karlsruhe Institute of Technology | Combustion: University of Stuttgart Electric: Delft University of Technology                   |                                                                                       | Kyoto Institute Of Technology   | University of São Paulo - EESC-USP, São Carlos (c) Universidade Estadual de Campinas (e) | University of Wollongong  | (event not held)        |
| 2015 | Combustion: Global Formula Racing Electric: Delft University of Technology              | ETH Zurich                                                                                     | University of Stuttgart (c) ETH Zürich (e)                                            | TU Graz                         | University of São Paulo - EESC-USP, São Carlos (c) Centro Universitário da FEI (e)       | Monash University         | (event not held)        |
| 2014 | Combustion: Global Formula Racing Electric: ETH Zürich                                  |                                                                                                | Global Formula Racing (c) ETH Zürich (e)                                              | Nagoya University               | University of Bologna (c) Universidade Estadual de Campinas (e)                          | Monash University         | (event not held)        |
| 2013 | Combustion: Global Formula Racing Electric: Delft University of Technology              |                                                                                                | Esslingen University of Applied Sciences (c) Munich University of Applied Science (e) | Kyoto University                | University of Washington (c) Universidade Estadual de Campinas (e)                       | Monash University         | (event not held)        |
| 2012 | Combustion: University of Stuttgart Electric: Delft University of Technology            | Hybrid: Brigham Young University Université de Sherbrooke (tie) Electric: University of Kansas | Esslingen University of Applied Sciences (c) ETH Zürich (e)                           | Kyoto Institute of Technology   | Centro Universitário da FEI (c) Universidade Estadual de Campinas (e)                    | Monash University         | (event not held)        |
| 2011 | Global Formula Racing (c) Delft University of Technology (e)                            | Texas A&M University                                                                           | DHBW Stuttgart (c) ETH Zürich (e)                                                     | Sophia University               | Centro Universitário da FEI                                                              | Monash University         | Missouri S&T            |
| 2010 | Combustion: Delft University of Technology Electric: University of Stuttgart            | Politecnico Di Torino                                                                          | University of Hannover                                                                | Osaka University                | Centro Universitário da FEI                                                              | Monash University         | University of Wisconsin |
| 2009 | University of Stuttgart                                                                 | Texas A&M University                                                                           |                                                                                       | University of Tokyo             | Centro Universitário da FEI                                                              | Monash University         |                         |
| 2008 | Delft University of Technology                                                          |                                                                                                | Sophia University                                                                     | Centro Universitário da FEI     | University of Stuttgart                                                                  |                           |                         |
| 2007 | University of Stuttgart                                                                 | Sophia University                                                                              | Faculdade de Engenharia de Sorocaba                                                   | University of Western Australia |                                                                                          |                           |                         |
| 2006 | TU Graz                                                                                 | Sophia University                                                                              | Centro Universitário da FEI                                                           | University of Western Australia |                                                                                          |                           |                         |
| 2005 |                                                                                         | Kanazawa University                                                                            | University of São Paulo - São Carlos                                                  | RMIT University                 |                                                                                          |                           |                         |
| 2004 | University of Texas at Arlington                                                        | University of São Paulo - São Carlos                                                           | University of Wollongong                                                              |                                 |                                                                                          |                           |                         |
| 2003 | Sophia University                                                                       |                                                                                                | Georgia Tech                                                                          |                                 |                                                                                          |                           |                         |
| 2002 |                                                                                         | University of Wollongong                                                                       |                                                                                       |                                 |                                                                                          |                           |                         |
| 2001 | Rochester Institute of Technology                                                       |                                                                                                |                                                                                       |                                 |                                                                                          |                           |                         |
| 2000 | University of New South Wales                                                           |                                                                                                |                                                                                       |                                 |                                                                                          |                           |                         |
| 1999 |                                                                                         |                                                                                                |                                                                                       |                                 |                                                                                          |                           |                         |
| 1998 |                                                                                         |                                                                                                |                                                                                       |                                 |                                                                                          |                           |                         |
| 1997 |                                                                                         |                                                                                                |                                                                                       |                                 |                                                                                          |                           |                         |
| 1996 |                                                                                         |                                                                                                |                                                                                       |                                 |                                                                                          |                           |                         |
| 1995 |                                                                                         |                                                                                                |                                                                                       |                                 |                                                                                          |                           |                         |
| 1994 |                                                                                         |                                                                                                |                                                                                       |                                 |                                                                                          |                           |                         |
| 1993 |                                                                                         |                                                                                                |                                                                                       |                                 |                                                                                          |                           |                         |
| 1992 |                                                                                         |                                                                                                |                                                                                       |                                 |                                                                                          |                           |                         |
| 1991 |                                                                                         |                                                                                                |                                                                                       |                                 |                                                                                          |                           |                         |
| 1990 |                                                                                         |                                                                                                |                                                                                       |                                 |                                                                                          |                           |                         |
| 1989 |                                                                                         |                                                                                                |                                                                                       |                                 |                                                                                          |                           |                         |
| 1988 |                                                                                         |                                                                                                |                                                                                       |                                 |                                                                                          |                           |                         |
| 1987 |                                                                                         |                                                                                                |                                                                                       |                                 |                                                                                          |                           |                         |
| 1986 |                                                                                         |                                                                                                |                                                                                       |                                 |                                                                                          |                           |                         |
| 1985 |                                                                                         |                                                                                                |                                                                                       |                                 |                                                                                          |                           |                         |
| 1984 |                                                                                         |                                                                                                |                                                                                       |                                 |                                                                                          |                           |                         |
| 1983 |                                                                                         |                                                                                                |                                                                                       |                                 |                                                                                          |                           |                         |
| 1982 |                                                                                         |                                                                                                |                                                                                       |                                 |                                                                                          |                           |                         |
| 1981 |                                                                                         |                                                                                                |                                                                                       |                                 |                                                                                          |                           |                         |

(c) - combustion
(e) - electric
(h) - hybrid